# Kleinleipisch
Kleinleipisch (1974–2014 Lauchhammer-Nord; niedersorbisch Ljub) ist ein Ortsteil der Stadt Lauchhammer im südbrandenburgischen Landkreis Oberspreewald-Lausitz.

## Geschichte

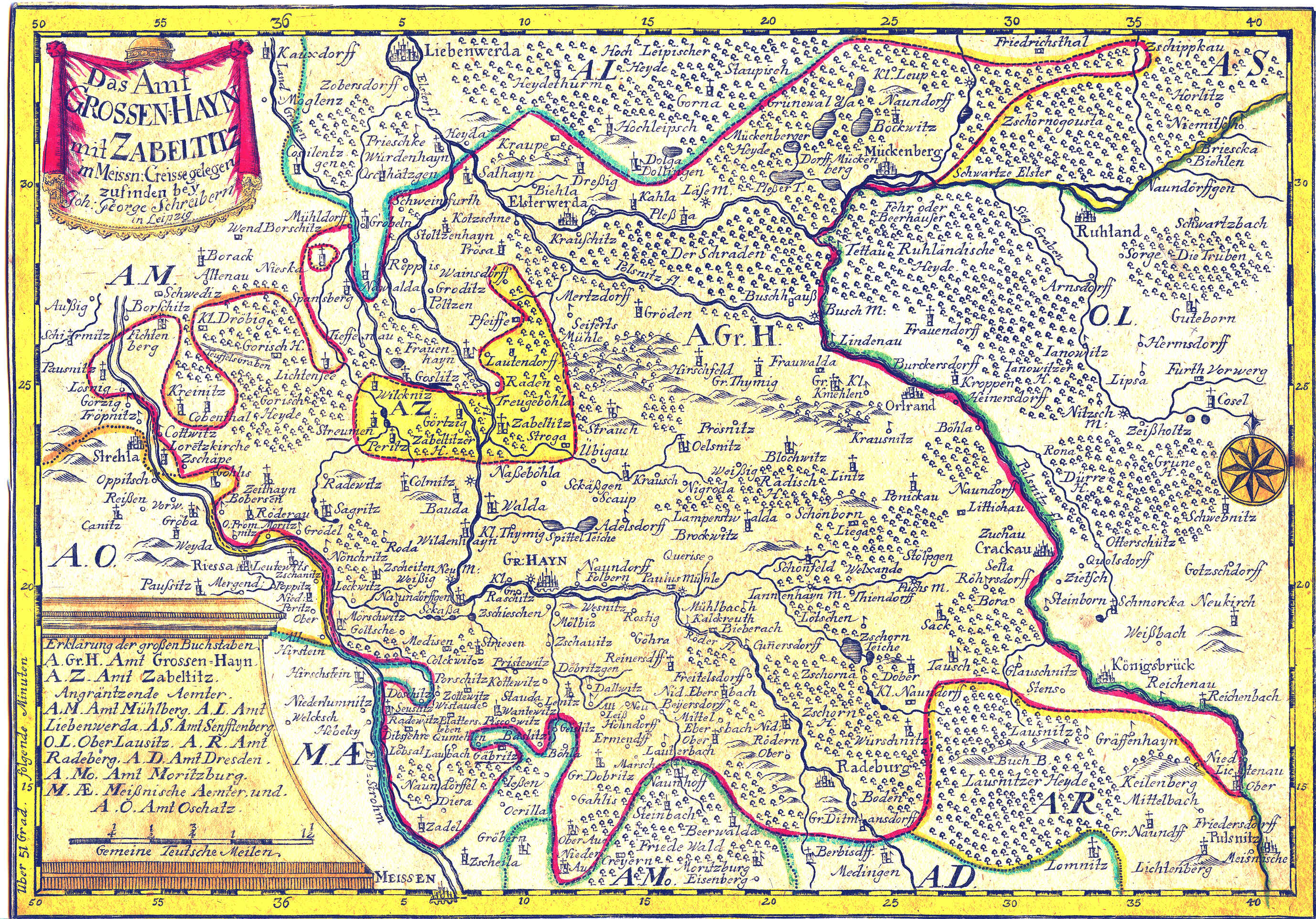
Lage Kleinleipischs im Amt Hayn

Kleinleipisch auf einer geschichtlichen Karte des Kreises Liebenwerda (1910).

Der Ort wurde erstmals am 11. Mai 1418 in einer Lehnsurkunde als Lubicz erwähnt. Der Ortsname leitet sich vom wendischen Wort ljub für geliebt ab. Weitere Namensformen waren Liepschk und Leipsch. Eine frühere Besiedlung des Gebietes wurde durch Funde in Hügelgräbern bei Kleinleipisch und Koyne nachgewiesen. Diese Funde stammen aus der Bronzezeit von 1400 bis 400 v. Chr. Kleinleipisch gehörte zum Mückenberger Ländchen. Das Gemeindesiegel zeigte den Einsiedler der Familie Einsiedel bis zum Rumpf und darunter eine Grafenkrone. Links und rechts sind Kornähren angeordnet, als Hinweis darauf, dass Kleinleipisch das Korndorf des Mückenberger Ländchens war.
Im Jahr 1575 wurden in einem Großenhainer Kirchenmatrikel 20 Hufner, ein Viertelhüfner und neun Häusler als Einwohner genannt. Im Jahr 1836 waren es vier Familien mehr, im Jahr 1907 war die Einwohnerzahl bereits auf 784 gestiegen. Die Hufen der Höfe wurden nicht geteilt.
Im Jahr 1596 wurde auf der Kleinleipischer Flur durch die Herrschaft Mückenberg ein Vorwerk, die Schleinitze, mit drei Hufen Größe errichtet. Nach dem Dreißigjährigen Krieg wurde es auf fünf Hufen erweitert und 1678 wieder aufgegeben. Während der Herrschaft der Benedicta Margaretha von Löwendal legten die Einwohner an der Nordseite des Butterberges an der Grenze zur Gemeinde Bockwitz Weingärten an, die jedoch wieder gerodet wurden, da sie der Schafzucht hinderlich waren.
In der Kleinleipischer Talmulde wurden Braunkohlevorkommen entdeckt und abgebaut. Der Ort entwickelte sich daraufhin von einem Bauerndorf zu einem Industrieort. Das umliegende Gebiet wurde durch die Tagebaue überbaggert. In der Grube Anna-Maria wurde 1930/1931 von den Mitteldeutschen Stahlwerken eine Förderbrücke erbaut, dabei kam es am 24. November 1930 zu einem schweren Unglück bei dem sieben Arbeiter starben und 15 verletzt wurden. Weitere Tagebaue, die um Kleinleipisch betrieben wurden, waren der Tagebau Kleinleipisch und die Grube Koyne.
Im Jahr 1952 kam Kleinleipisch, das bis dahin zum Landkreis Liebenwerda beziehungsweise zum Kreis Bad Liebenwerda gehörte, an den neugeschaffenen Kreis Senftenberg. Am 19. Mai 1974 wurde der Ort in die Stadt Lauchhammer eingemeindet und erhielt dort die Stadtteilbezeichnung Lauchhammer-Nord.
Im September 2014 beschloss die Stadtverordnetenversammlung der Stadt Lauchhammer eine Neufassung der Hauptsatzung, dadurch wurde der Stadtteil Lauchhammer-Nord in einen Ortsteil gewandelt, der gleichzeitig seinen alten Namen Kleinleipisch wiedererhielt.

### Einwohnerentwicklung
| 1875 | 0467 |  | 1933 | 1139 |  | 1964 | 1259 |
| 1890 | 0576 |  | 1939 | 1023 |  | 1971 | 1190 |
| 1910 | 0705 |  | 1946 | 1414 |  | 2007 | 0915 |
| 1925 | 1109 |  | 1950 | 1320 |  |      |      |

## Kultur und Sehenswürdigkeiten
Markantes Gebäude ist die ehemalige Schule, jetzt Vereinshaus.
In Kleinleipisch ist der Fußballverein SV „Glück Auf“ Kleinleipisch beheimatet.

## Wirtschaft und Infrastruktur
Kleinleipisch liegt an der stillgelegten Strecke der Schipkau-Finsterwalder Eisenbahn. Östlich verläuft die Bundesautobahn 13.

## Persönlichkeiten

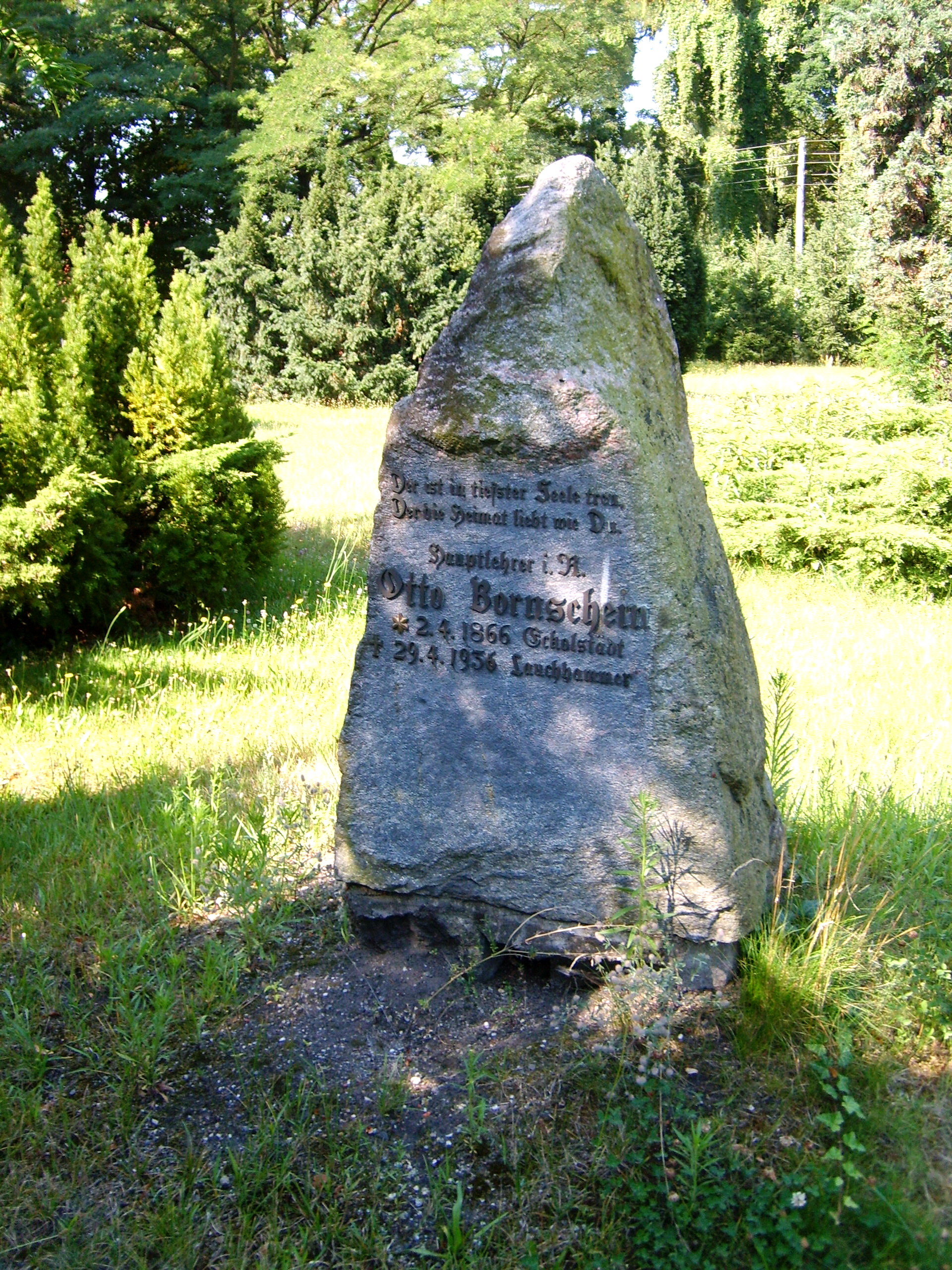
Grabstein von Otto Bornschein in Lauchhammer-West.

- Otto Bornschein (1866–1936), Heimatforscher.
Er wirkte als Lehrer in Kleinleipisch und gilt als einer der Begründer der regionalen Heimatforschung im einstigen Landkreis Liebenwerda. Sein Grabstein befindet sich in der Nähe des Bahnhofs auf dem Gelände des ehemaligen Friedhofs in Lauchhammer-West.[5]
- Ernst Stein (1916–1977), deutscher Politiker (SED)